# Distretto di Lembá
Il distretto di Lembá è un distretto di São Tomé e Príncipe situato nell'isola di São Tomé.

## Società

### Evoluzione demografica
- 1940 6.885 (11,4% della popolazione nazionale)
- 1950 6.196 (10,3% della popolazione nazionale)
- 1960 6.196 (9,7% della popolazione nazionale)
- 1970 6.206 (8,4% della popolazione nazionale)
- 1981 7.905 (8,2% della popolazione nazionale)
- 1991 9.016 (7,7% della popolazione nazionale)
- 2001 10.696 (7,8% della popolazione nazionale)